# ناوچه کلاس براونشوایگ
ناوچه کلاس براونشوایگ (به انگلیسی: Braunschweig-class corvette) یک کلاس از کشتی است که طول آن ۸۹٫۱۲ متر (۲۹۲ فوت ۵ اینچ) می‌باشد.